# Хеві-метал
Хеві-метал, також геві-метал, або важки́й мета́л (від англ. heavy metal) — музичний жанр, котрий у кінці 1960-х — на початку 1970-х років виокремився з року. Притаманні агресивні ритми на ударних та підсилені дисторшном гітари зі вставками соло. Важкий метал став наслідком розвитку блюзу та психоделіки.
Пізніше з'явилося чимало піджанрів геві-металу, більшість з яких називають просто «метал». На частину з них певний вплив справили виконавці хардроку та хардкору.
Як наслідок, поняття «важкий метал» має два значення: власне жанр з усіма піджанрами або ж стиль перших геві-металевих груп 1970-х, який ще іноді називають «традиційний метал». Прикладом таких гуртів є Black Sabbath, Deep Purple.
Важкий метал почав набувати популярності у 1970-х і 1980-х роках відколи з'явилося багато відомих нині жанрів.

## Характеристика

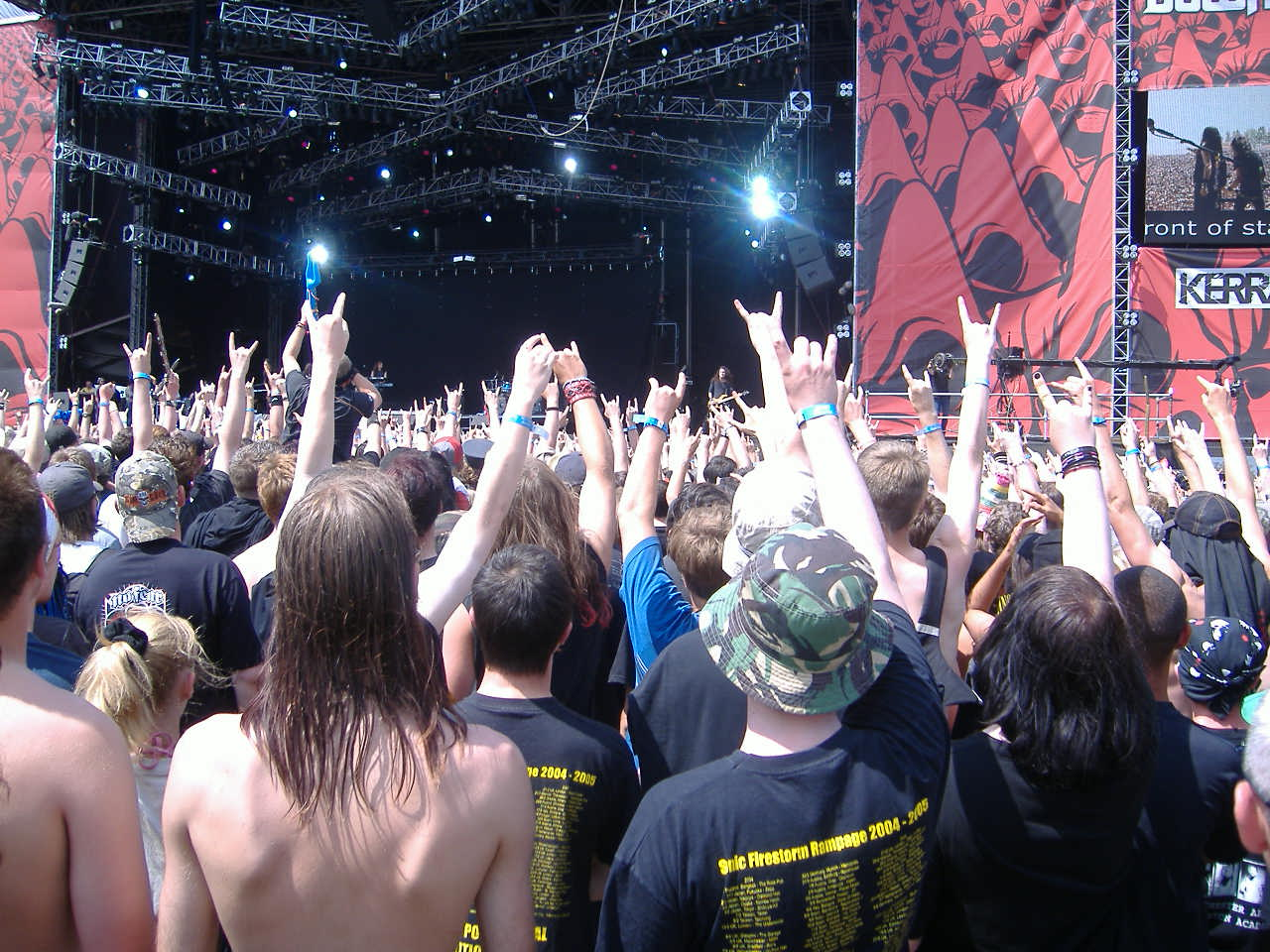
Металісти на фестивалі

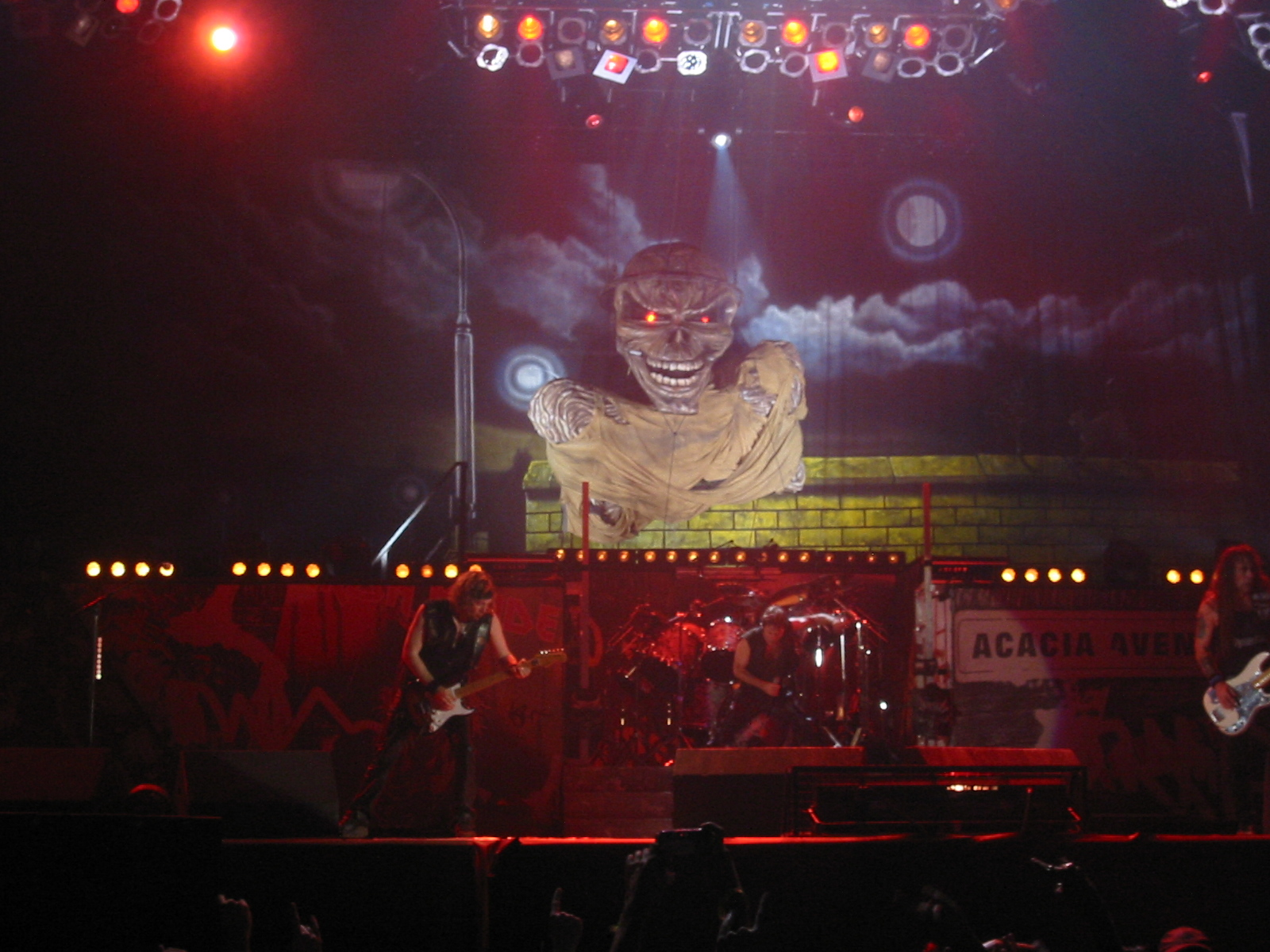
Концерт Iron Maiden

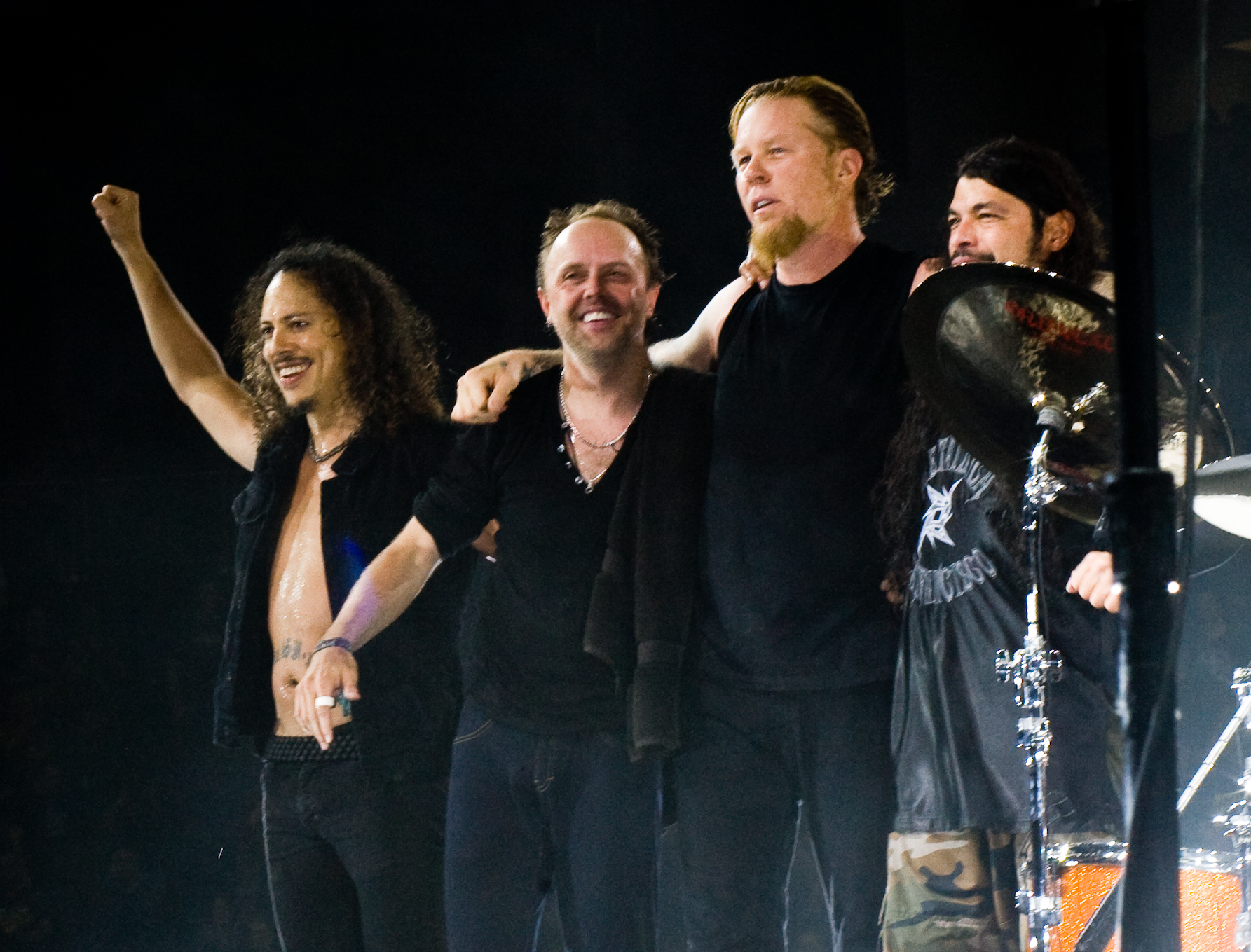
Metallica на О2 Арені, Лондон в 2008 році. Зліва направо: Кірк Геммет, Ларс Ульріх, Джеймс Гетфілд і Роберт Трухільйо.

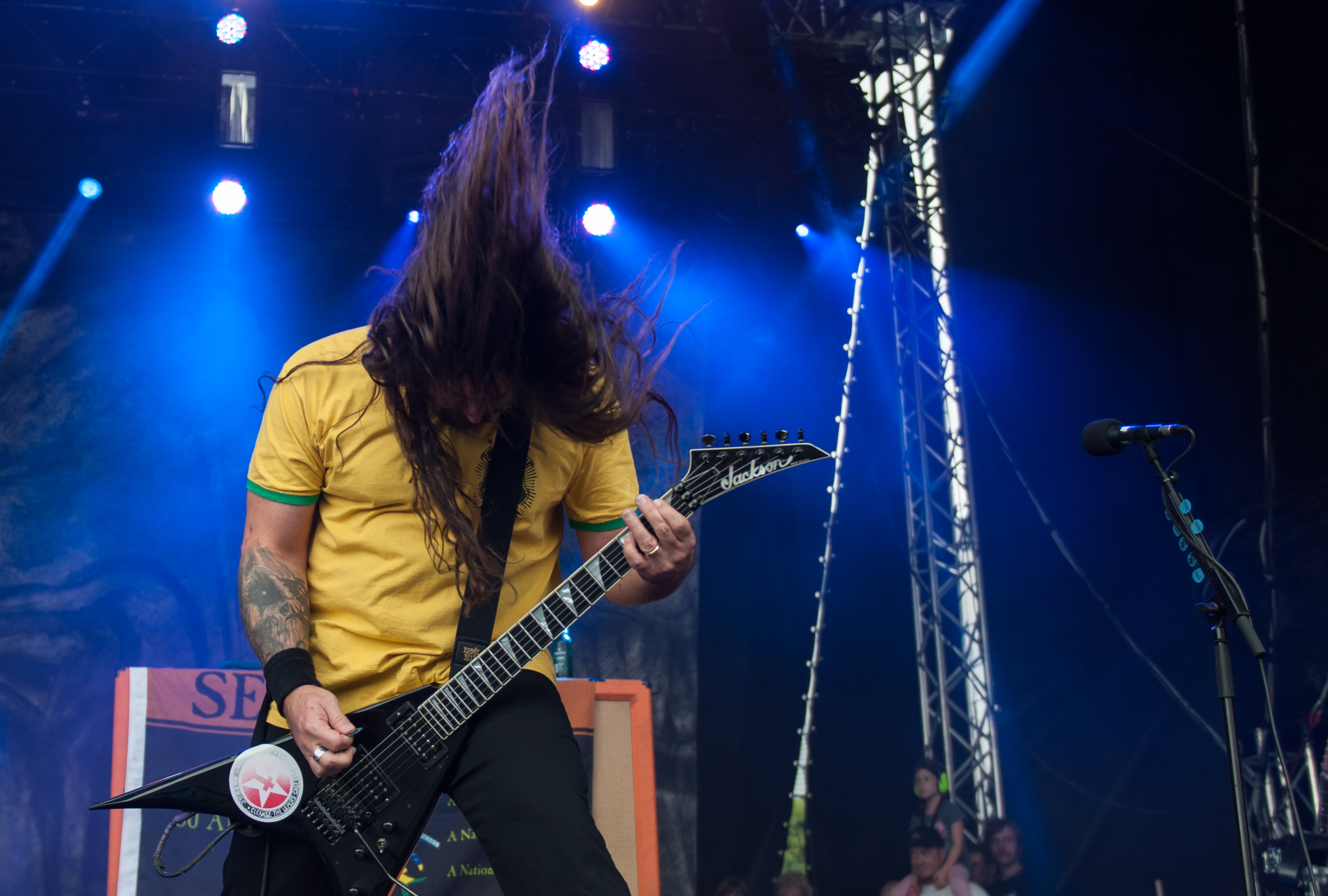
Андреас Кіссер під час виступу Sepultura (2014)

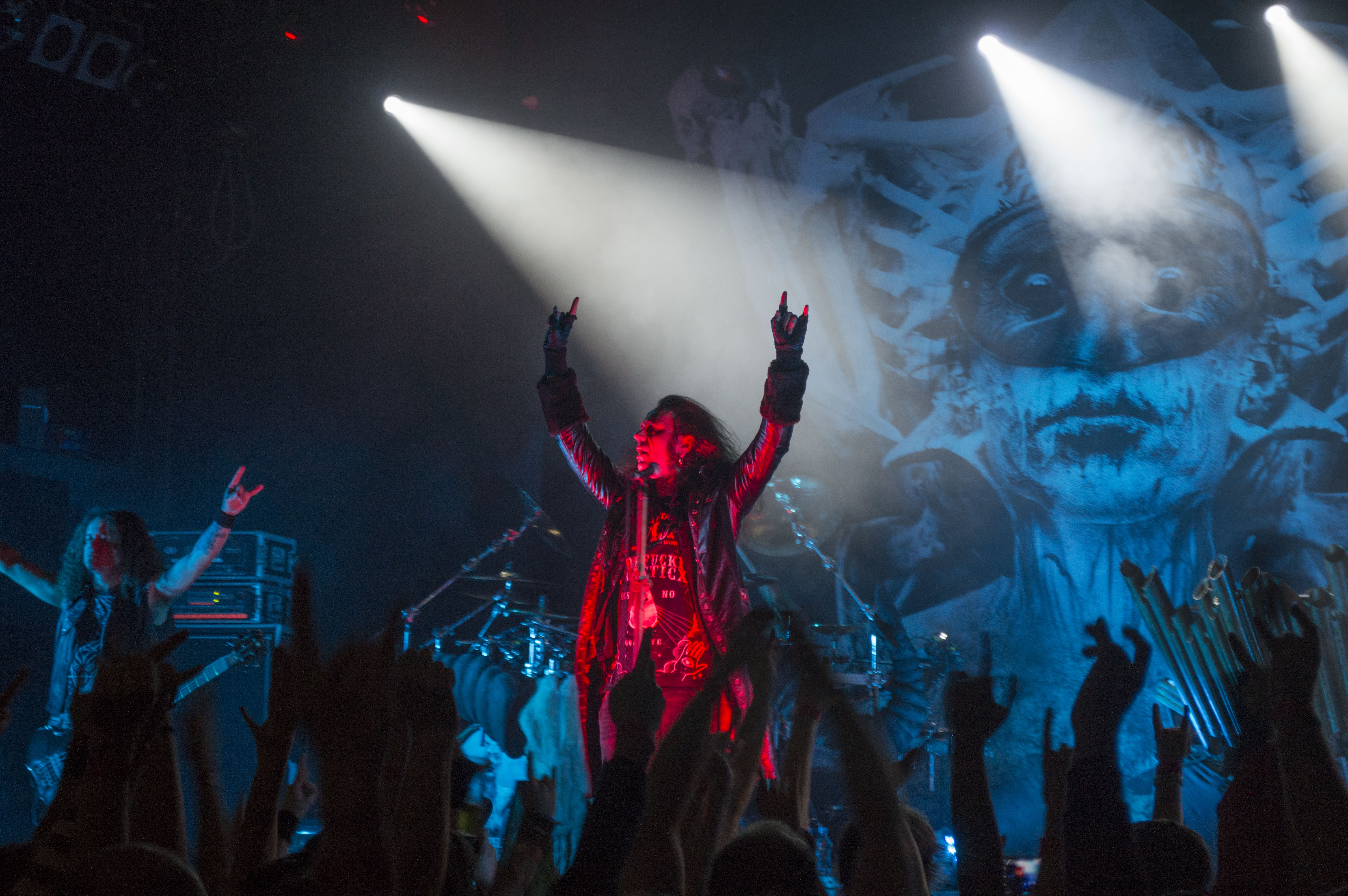
Moonspell у Братиславі (2015)

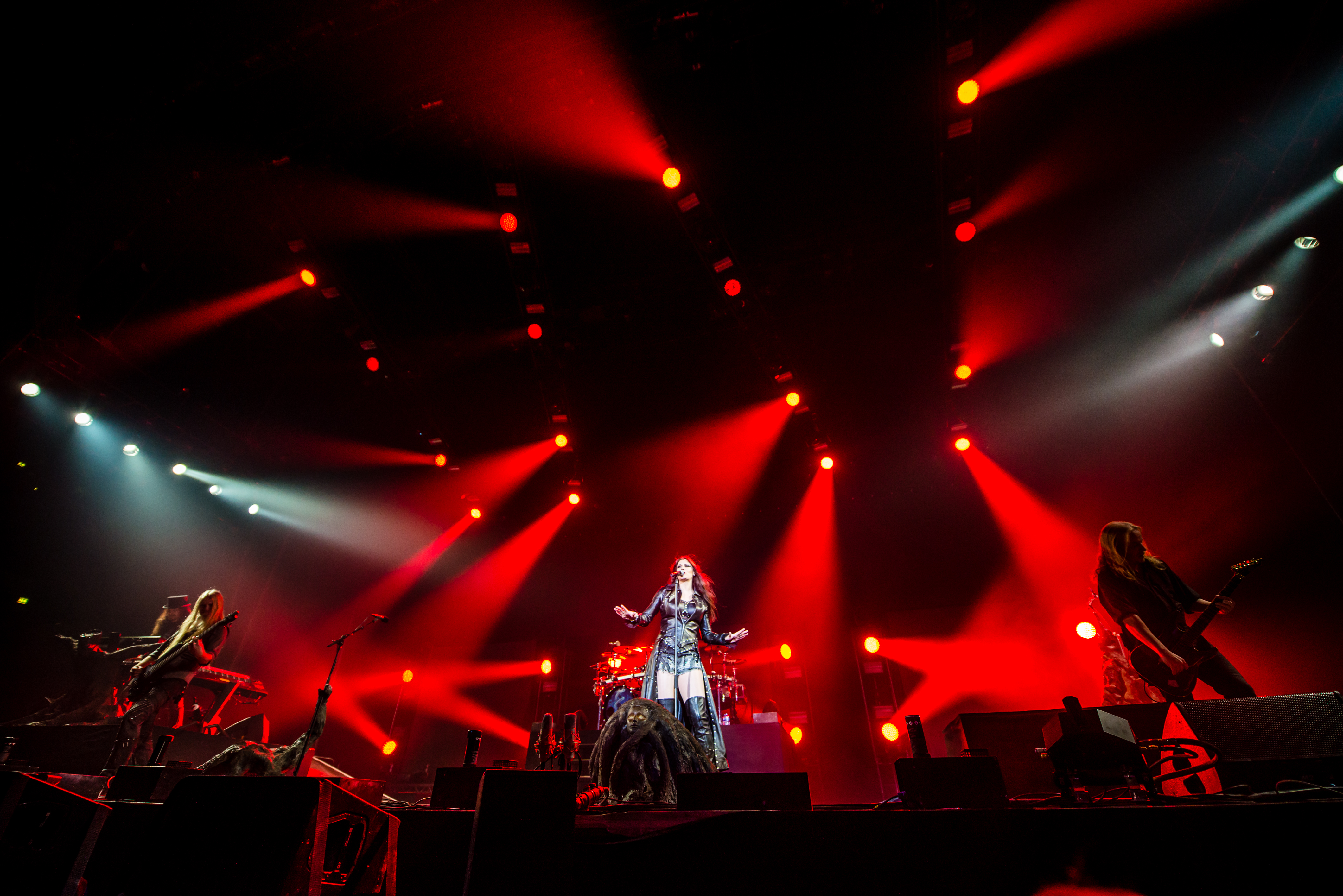
Nightwish (2015)

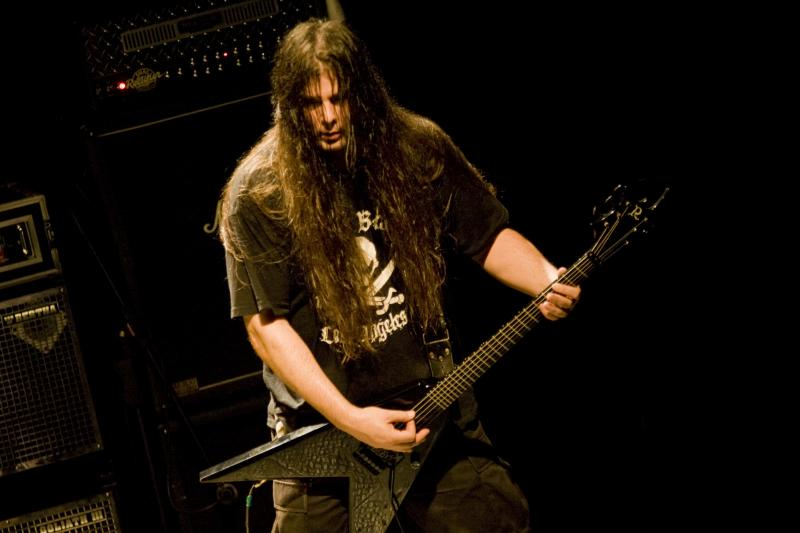
Пет О'Браєн під час виступу Cannibal Corpse (2010)

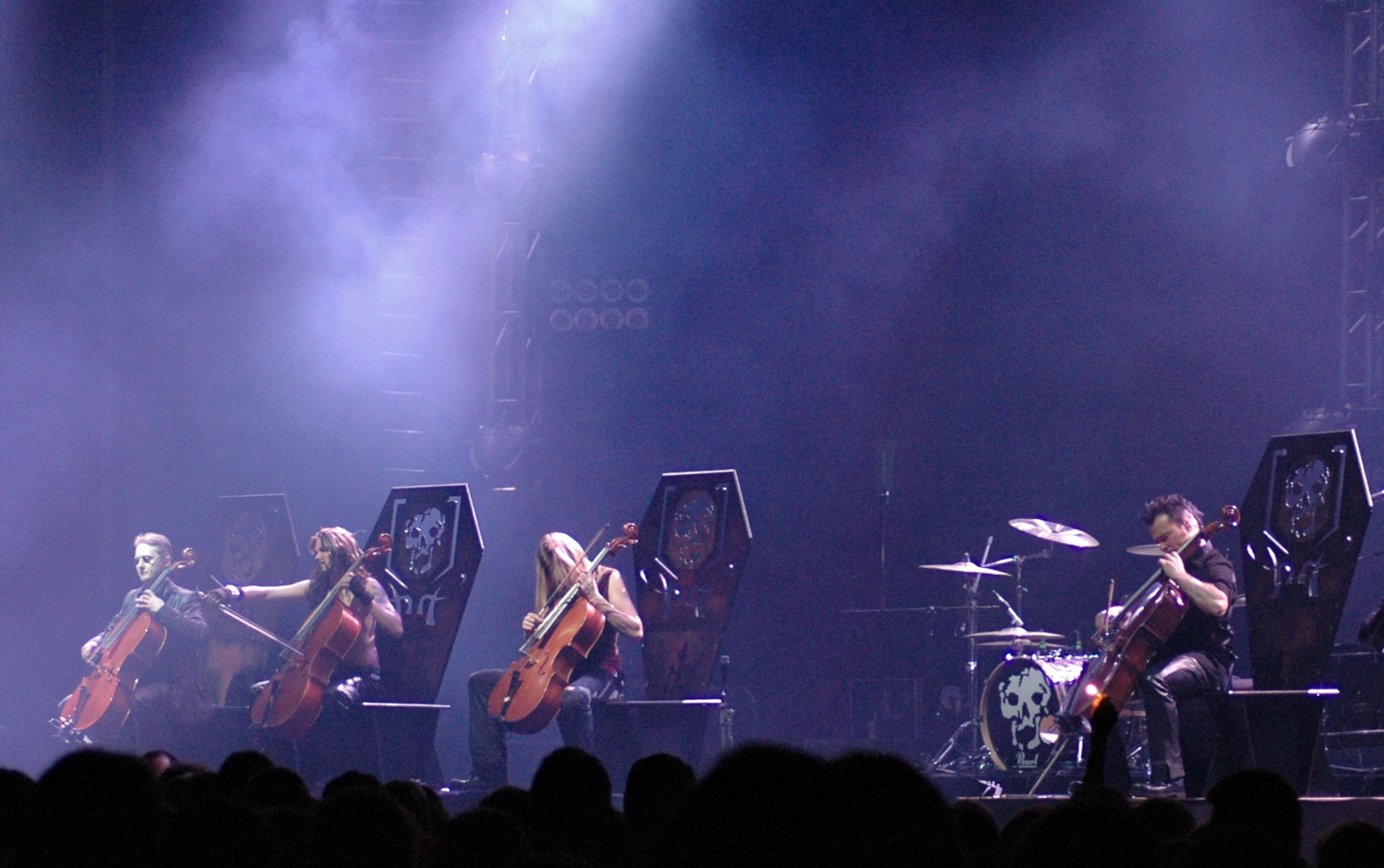
Apocalyptica (2005)

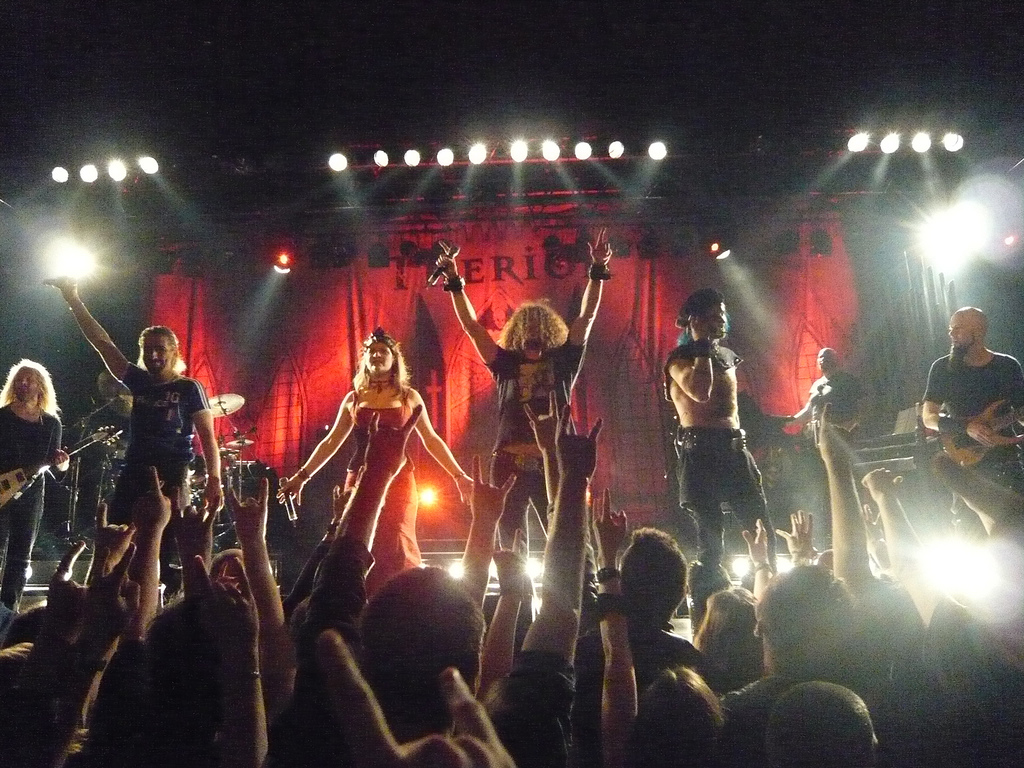
Therion у Парижі (2007)

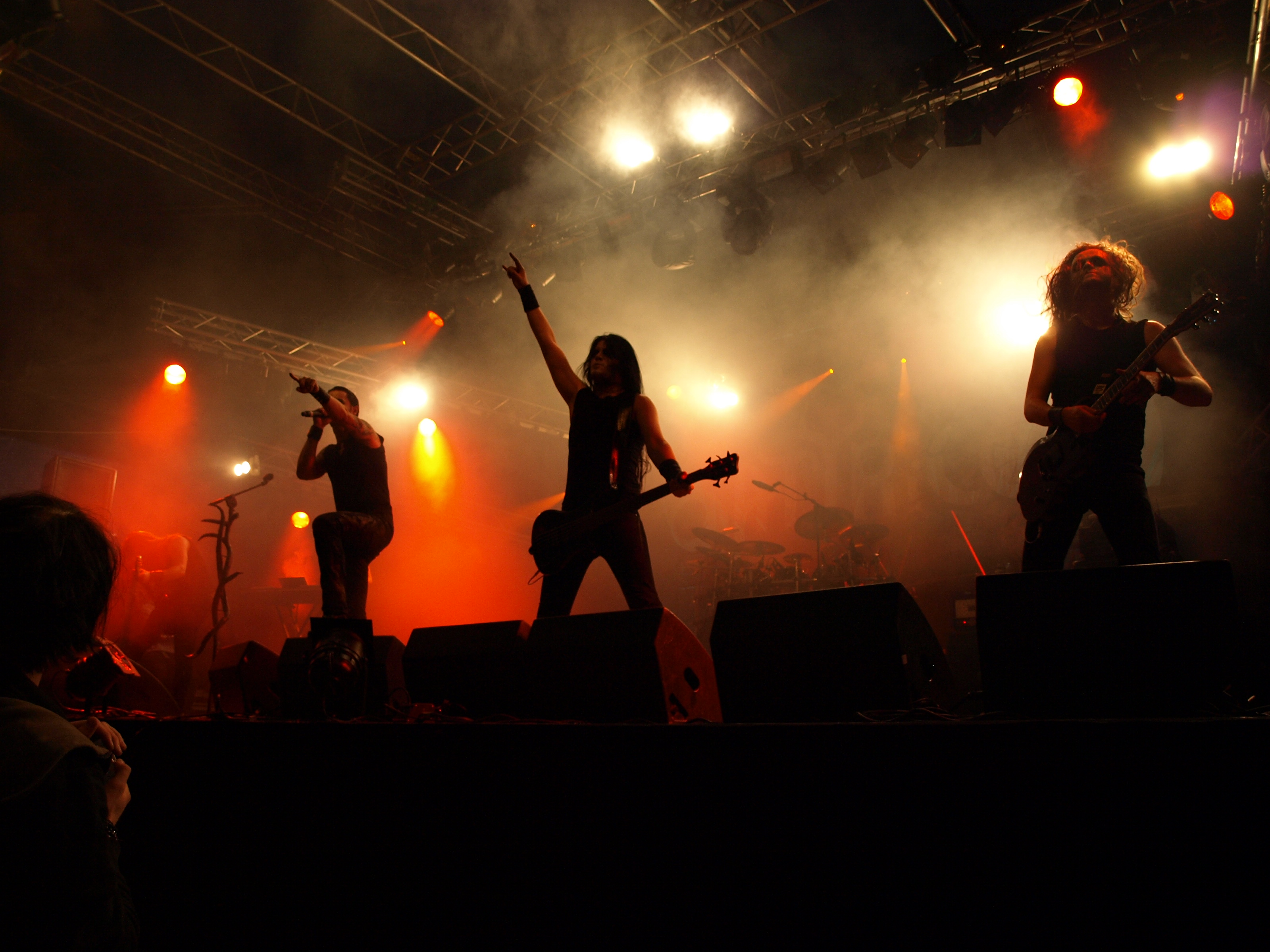
Satyricon (2008)

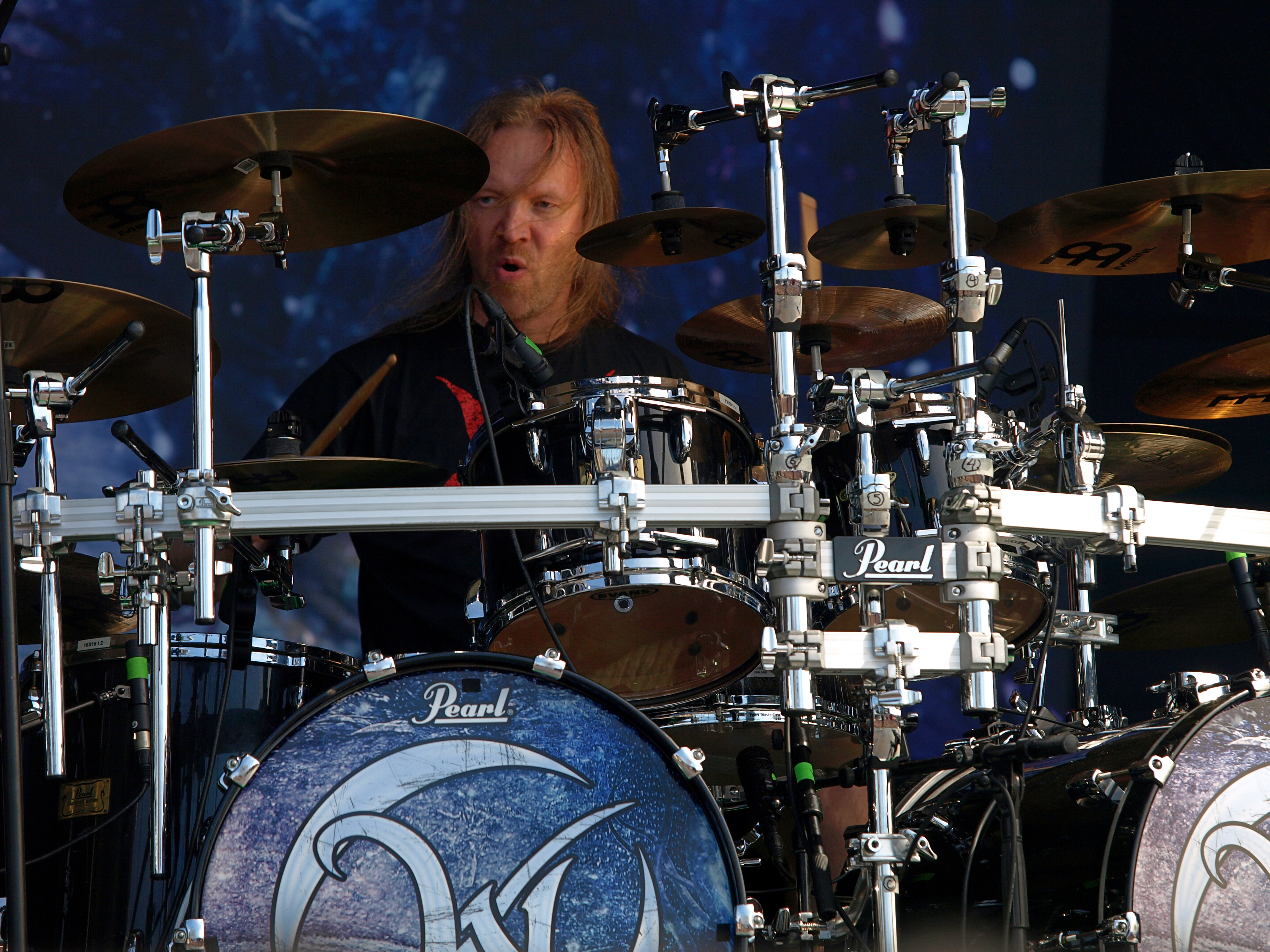
Каі Хахто під час виступу Swallow the Sun (2013)

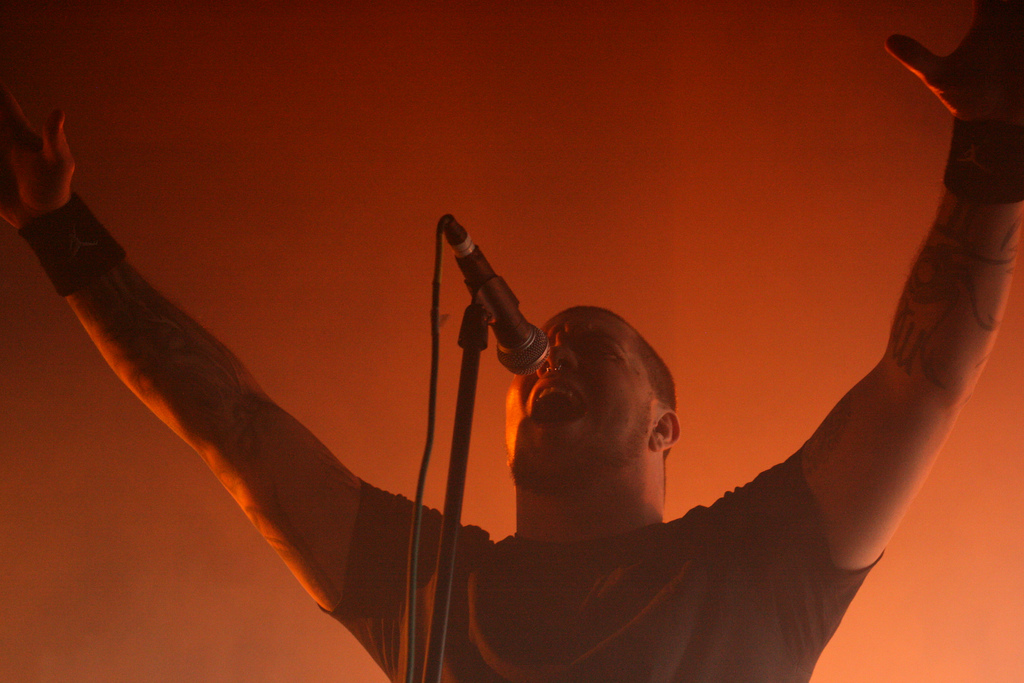
Марк Гантер під час виступу Chimaira (2008)

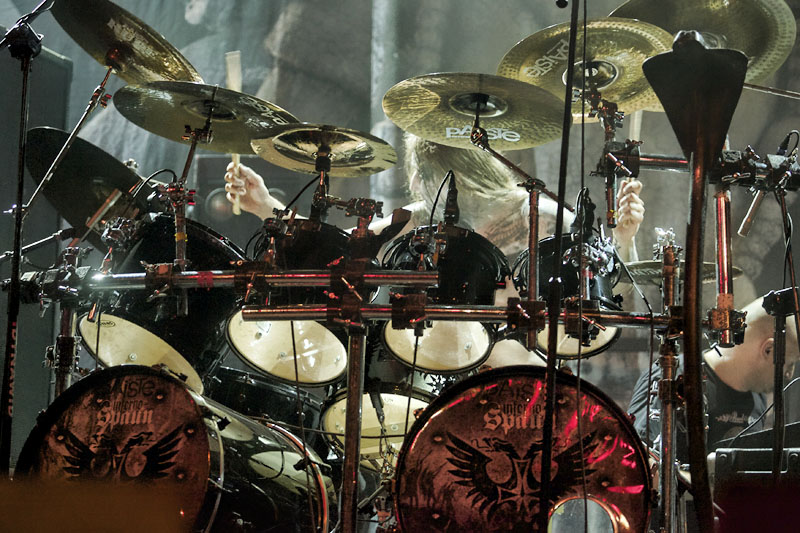
Збігнєв Проміньскі під час виступу Behemoth (2010)

Характеризується як стиль музики з домінуючими ударними і гітарами у звучанні, потужним ритмом і значними запозиченнями з року, класичної музики і блюзу. Однак піджанрам хеві-металу властиві їхні специфічні стилістичні варіації щодо оригінального стилю, тож вони часто змінюють чи зовсім опускають згадані вище елементи.

### Музична характеристика
Металічні гурти найчастіше складаються з ударника, бас-гітариста, ритм-гітариста, соло-гітариста (в багатьох колективах партії ритм- і соло-гітар виконує один виконавець — наприклад Sodom, Black Sabbath; або два гітаристи ділять ці партії між собою — Metallica, Slayer, Megadeth), вокаліста, деколи клавішника. Додатково можуть використовуватися й інші музичні інструменти, як то скрипка (My Dying Bride), клавесин (King Diamond), флейта, саксофон, віолончель (Apocalyptica), акордеон (Kamelot).
Основою важкого металу є підсилений й дещо змінений звук гітари. Часто на нього накладають різні звукові ефекти, або піддають електронній обробці для ущільнення звучання. Пізніше з'явилися складніші в технічному та вокальному плані течії важкого металу.
Ритм у металічних піснях підкреслений, з навмисними акцентами. Вайнштейн зауважує, що широкий набір звукових ефектів, доступних металевим барабанщикам, дозволяє «ритмічному малюнку набувати складності в межах його елементарного драйву та наполегливості». У багатьох піснях важкого металу основний грув характеризується короткими ритмічними фігурами з двох або трьох нот, які зазвичай складаються з вісімок та шіснадцяток. Ці ритмічні фігури зазвичай виконуються стаккато за допомогою техніки глушіння долонею на ритм-гітарі.
Короткі, різкі й відокремлені ритмічні фігури об'єднуються в ритмічні фрази з характерною, часто уривчастою фактурою. Ці фрази використовуються для створення ритмічного супроводу та мелодичних фігур, які називаються рифами і допомагають у створенні запам'ятовуваних музичних мотивів. Темпи ранньої хеві-метал-музики, як правило, були «повільними, навіть важкими». Однак наприкінці 1970-х метал-гурти використовували різноманітні темпи. У 2000-х роках темп металу коливався від повільних баладних темпів (чвертна нота = 60 ударів на хвилину) до надзвичайно швидкого темпу бласт-біту (чвертна нота = 350 ударів на хвилину).
Соло і рифи також є невід'ємною частиною важкого металу. Гітаристи використовують різні техніки швидкісної гри на гітарі. Стиль не обмежується використанням стандартних барабанів і гітар. Характерні, за аналогом військових подвоєних автоматичних засобів, подвійні бочки. Grand Funk Railroad був одним з ранніх протометалевих гуртів (разом з The Who та іншими), які вважали гучність звуку не менш важливою, ніж його якість. Пізнішими послідовниками цієї точки зору стали Motörhead та Manowar. В партії ритм гітари часто використовуються паверкорди, причому в основі може використовуватися не тільки квінта, але й мала терція, велика терція, кварта, зменшена квінта або мала сікста.
Вокал у важкому металі варіюється від чистого в середньому діапазоні, та початково глемового фальцету до високотонального скримінгу або низького гортанного гарчання ґроулінгу. В дезі і блек-металі переважно використовують гроулінг та скримінг.
Гармонічна основа металу «виявилася набагато складнішою, ніж уявляли інші дослідники музики». Найбільш поширені є еолійський та фригійський лади, в межах яких характерні гармонічні послідовності: I-♭VI-♭VII, I-♭VII-(♭VI) або I-♭VI-IV-♭VII а також інші фригійські послідовності, що передбачають сполучення між акордами I і ♭II (наприклад, I-♭II-I, I-♭II-III або I-♭II-VII). Проте напруженості звучання додають хроматичні або тритонові співставлення акордів. . Характерним є і застосування органного пункту. Окрім діатонічних ладів, хеві-метал також використовує «похідні від пентатоніки та блюзу особливості».

### Тематика пісень
Важкий метал приділяє значну увагу візуальним елементам. Оформлення альбомів, ідейність і шоу на сцені мають таку ж важливість для подання матеріалу, як і музика. Так, при посередництві важкого металу, співпраця багатьох творчих людей виливається в складну комбінацію звукових, візуальних і духовних образів і ця комбінація створює своєрідну «ауру» гурту.
У звуковій й тематичній складових переважає блюзовий вплив. Теми сили, спротиву, мороку, зла, кінця світу — все це елементи самовираження важкого металу для відображення проблем сьогодення. У відповідь на гасло утопістів «мир і любов» субкультури хіпі 1960-х, важкий метал був створений як субкультура, де «світло» має мати силу та здатність здобувати свої цілі, а хепіенди замінені брутальною реальністю.
Тексти важкого металу зазвичай серйозніші і похмуріші за, переважно, легковажні тексти поп-музики періоду 1950-х — 1970-х. Вони зосереджені на темах війни, ядерної зброї, забруднення довкілля, політичної й релігійної пропаганди: «… і правосуддя всім» (…And Justice for All) гурту Metallica, «Хаос нашого часу» (Chaos A.D.) Sepultura — серед класики жанру. Втім значна частина лірики окремих виконавців присвячено гедонізму та епікурейству.
Вважається, що слухачі, які пережили події з екстремальною загрозою для життя або складні періоди життя, віддають перевагу прослуховуванню класичних піджанрів важкого металу. Ця музика нібито є більш щирою, вона не терпить фальшу і допомагає відсіяти його від справжніх емоцій. Також вважається, що слухачі металу не сприймають штучно створеної, «комерційної» музики:
Згідно досліджень професора Лорели Трейнор з університету Макмастера, звуки «рок» гітар призводять до вимкнення чи приглушення свідомості, що приваблює людей, більш схильних до агресивних вчинків. Задля вивільнення «надлишкової» енергії на концертах, як правило, перед сценою передбачено слем майданчик.

### Вплив класики
У важкому металі прослідковується вплив різних майстрів класичної музики, зокрема Баха, Вагнера і Паганіні. Так, гітарист Deep Purple/Rainbow Річі Блекмор ще на початку 1970-х експериментував з елементами, запозиченими з класичної музики. Соло Едварда Ван Галена в композиції «Eruption» (альбом 1978 року) було важливим кроком в розвитку віртуозності металу. Після Ван Галена багато інших музикантів почали застосовувати елементи класичної музики в своїй творчості. Неперевершеними майстрами в цій справі, серед багатьох інших, були Інгві Мальмстін та Therion. Останніх відносять до основоположників симфонічного металу.

## Історія